# Bandera de Río Negro (departamento)
La Bandera de Río Negro, Uruguay, consta de tres franjas horizontales: la superior e inferior azules y la del medio blanca. En el centro aparecen las figuras de un ancla, una espiga de trigo, un sol y dos olas.

## Significado de la bandera
La bandera de Río Negro, surgió por un concurso impulsado por la Intendencia Municipal de Río Negro. El 1 de febrero de 1995 fue aprobado el proyecto de Edgardo Cánepa, por un Jurado compuesto por el Intendente Ing. Mazziotto, Prof. Mirna Linale de Rosas, Arq. Omar Britos y Prof. Martin Russo.
Parcela central
De color blanco, simbolizando la grandeza de nuestra patria, en términos artiguistas. En ella encontramos la presencia de los siguientes componentes ilustrados:
El Sol
Representa el poder de la naturaleza, la fuerza viva del mundo y es símbolo de la perseverancia, tomando en consideración su fiel y perfecto ciclo diario y anual. El color amarillo oro le da fuerza a estas características, siendo la idea de expansión y distribución paritaria.
El Ancla
Representa las bondades naturales de nuestro puerto ultramarino, vigorosa fuente laboral, punto vital de referencia en las comunicaciones y despacho internacionales.
La Espiga
Representación de nuestra virtud agraria, imperando en su significado la idea de abundancia, la constancia y tenacidad del trabajo agrícola, inspiración de la imagen robusta de la fecundidad y proliferación. Destacando así también su carácter alimentario, panificable, reforzado por el color amarillo oro, al cual ya se le atribuyó su significación expansible y distributiva, por ser éste el color semiótico del sol.
Las Franjas Onduladas
Representan nuestra porción de ríos bañando generosamente las costas de nuestra región: el “Río Uruguay” o “de los pájaros”; el “Río Hum”: revuelto, oscuro, negro, origen de nuestra denominación departamental. Su ondulación inspira la imagen de movilidad, cadencia, cambios constantes. El agua: fuente universal de vida.
Color Azul Celeste
Está presente tanto en las franjas onduladas centrales así como en las franjas superiores e inferiores del emblema. Simboliza las márgenes de nuestros ríos, así como los territorios vecinos o departamentos contiguos; la espiga del dibujo central simboliza la simbiosis de recursos particulares de nuestra región sin desmerecer las existentes en lugares aledaños, sino que forma con todas ellas los frutos del país todo.
- Datos: Q2289696